# Château de Marouatte
Le château de Marouatte (ou Marouate, Maroite ou Maroitte) est un château français implanté sur la commune de Grand-Brassac dans le département de la Dordogne, en région Nouvelle-Aquitaine. 

## Présentation
Le château de Marouatte se situe en Périgord, au nord-ouest du département de la Dordogne. sur la commune de Grand-Brassac, au nord de la route départementale 93, à quelques centaines de mètres du village de Saint-Vivien. Il domine la route et la vallée de l'Euche d'une quarantaine de mètres. 
C'est une propriété privée.

## Historique
Le château de Marouatte est un château dont les parties les plus anciennes ont été édifiées du XIIIe au XVIe siècle.
C'est le fief des familles Montagrier puis Chabot de Jarnac. À la fin du  XVIe siècle, Guy de Chabot, baron de Jarnac, a laissé une réputation de seigneur pillard et féroce. A. Dujarric-Descombes rapporte une légende sur cet officier du prince de Condé et capitaine de cent chevau-légers : "Il sentit toujours le besoin de guerroyer. On a raconté qu'à défaut d'Espagnols ou de protestants, c'était contre ses vassaux qu'il dirigeait ses attaques ; les paysans et les vilains n'auraient pas été à l'abri des flèches qu'il aimait à lancer du haut de ses tours, et ses prédations l'avaient rendu si redoutable qu'on publiait partout que le diable habitait Maroite. De là cette légende patoise qui se répète encore dans la campagne et qui a donné naissance à un roman des plus connus en Périgord. Voci cette légende dans son idiome populaire, avec une exacte traduction :
"O Mourato, Lou diablé y sabato ; Y sobato bé si fort, Qué l'aüvent dé Pignofort. De Pignofort o Creyssa, Lou diablé gn'y o ré leyssa, Nouma ün borrouéi dé porto : Lou diablé y torno et l'emporto." A Maroite, le diable y fait sabbat ; y fait sabbat si fort, qu'on l'entend de Peignefort. De Peignefort à Creyssac, le diable n'y a rien laissé qu'un verrou de porte : le diable y retourne et l'emporte (Peignefort, château de la paroisse de Paussac, à trois kilomètres environ de Maroite)".
En grande partie détruit à la Révolution, le château sert alors de carrière de pierres.
Maxime Dannery, architecte des monuments historiques de la Dordogne, le restaure au XIXe siècle.
En 1993-1994 le groupe de rock progressif Marillion choisit le château pour enregistrer leur nouvel album « Brave ».
En mars 2011, le château sert en partie de décor au tournage de l'émission de télévision X Factor.

## Architecture
Une vaste enceinte renferme les dépendances et un pigeonnier. À la pointe sud de cette enceinte se situe le château en lui-même, composé de deux logis, d'un donjon et d'une chapelle, le tout entouré d'une seconde enceinte aux angles de laquelle se trouvent quatre tours rondes crénelées.

## Galerie de photos

Le château de Marouatte
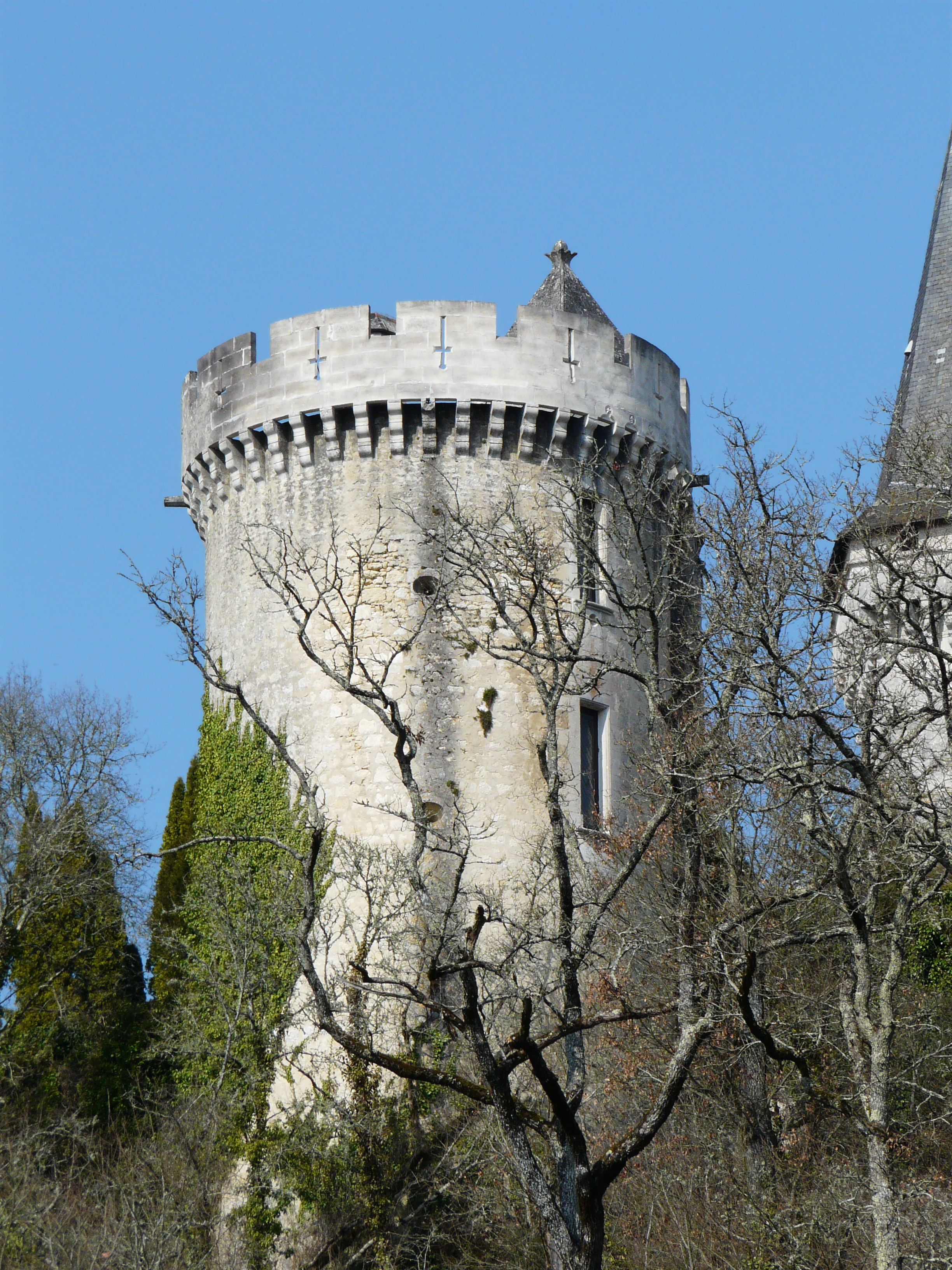
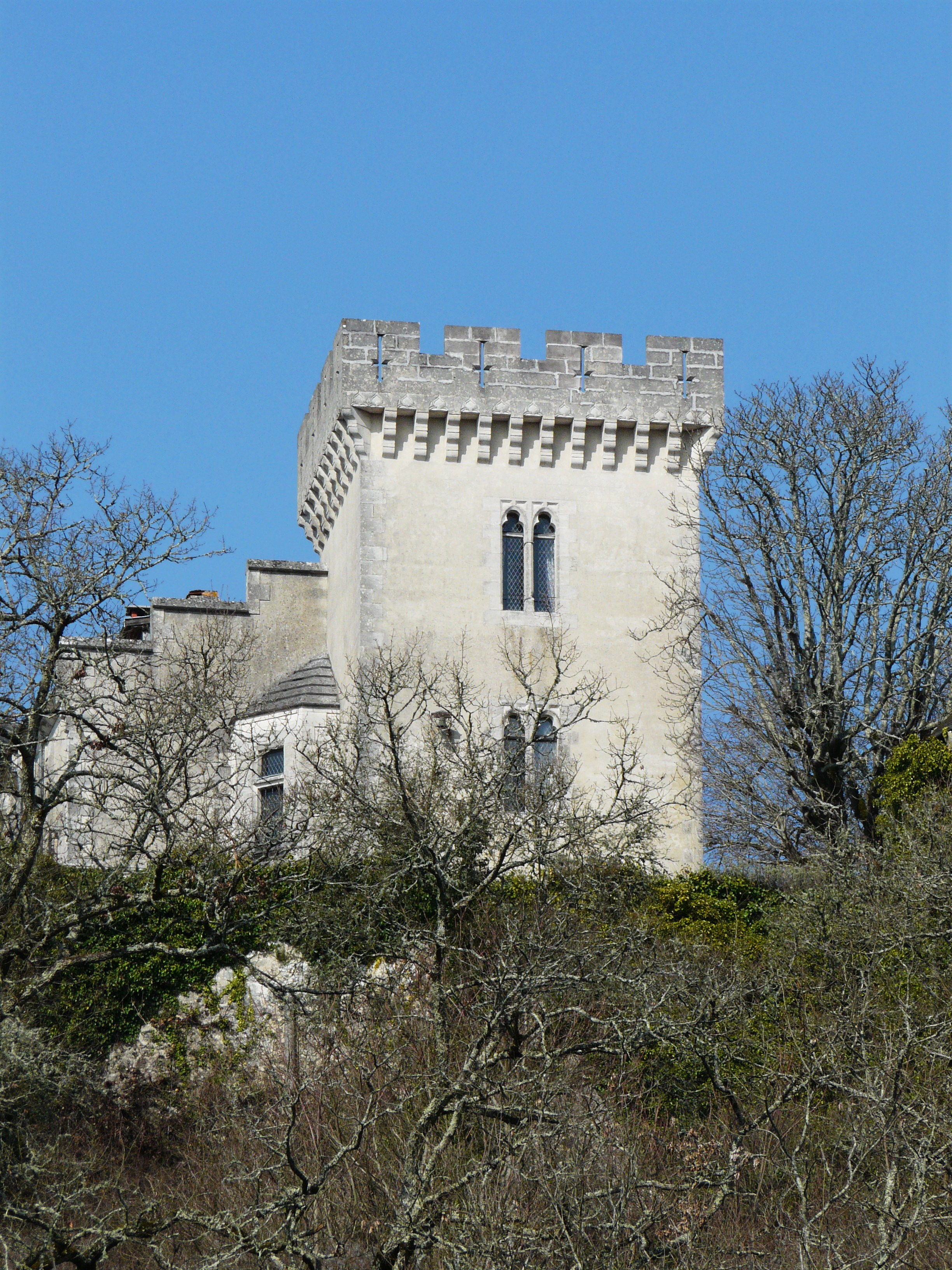
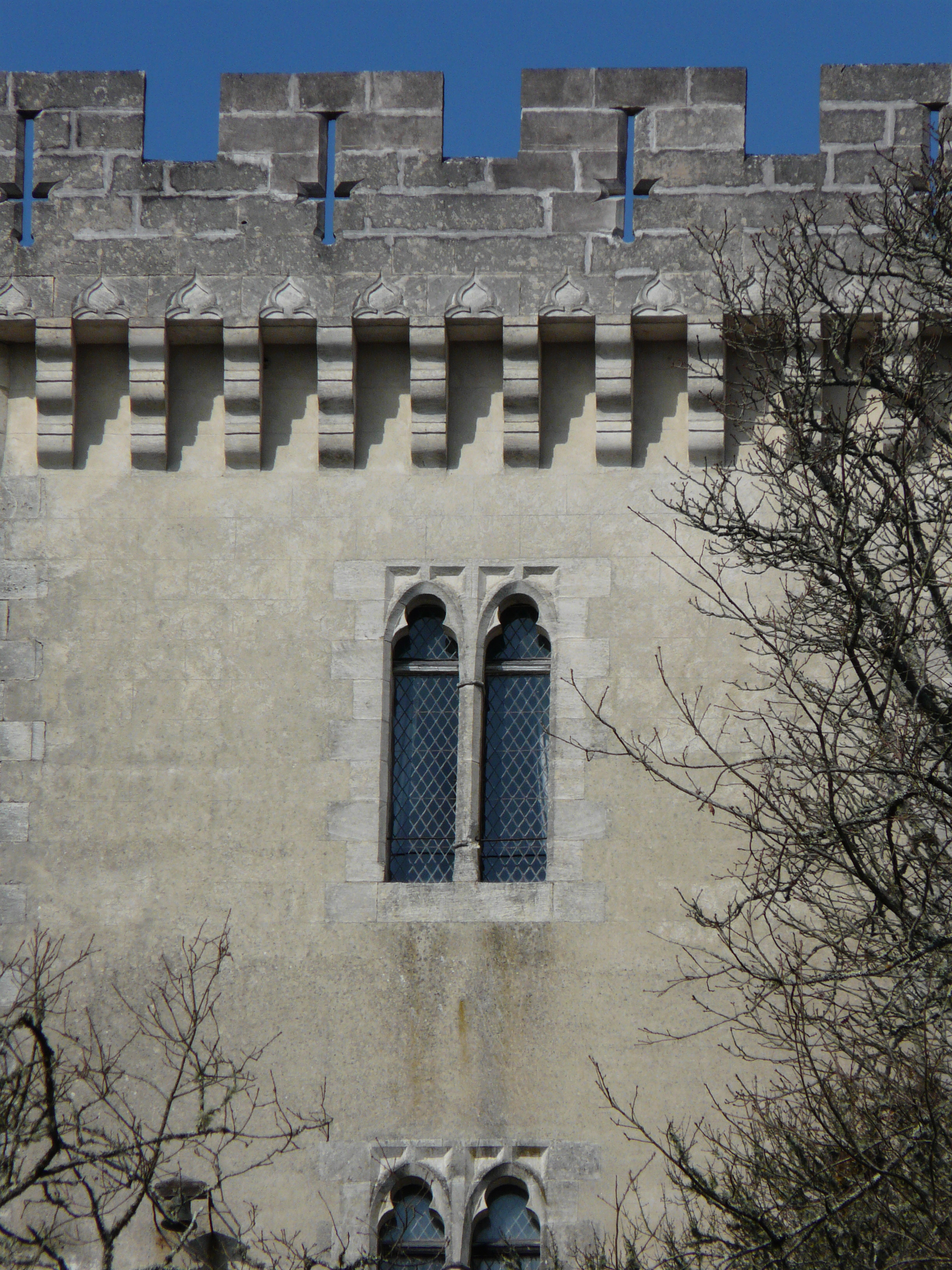
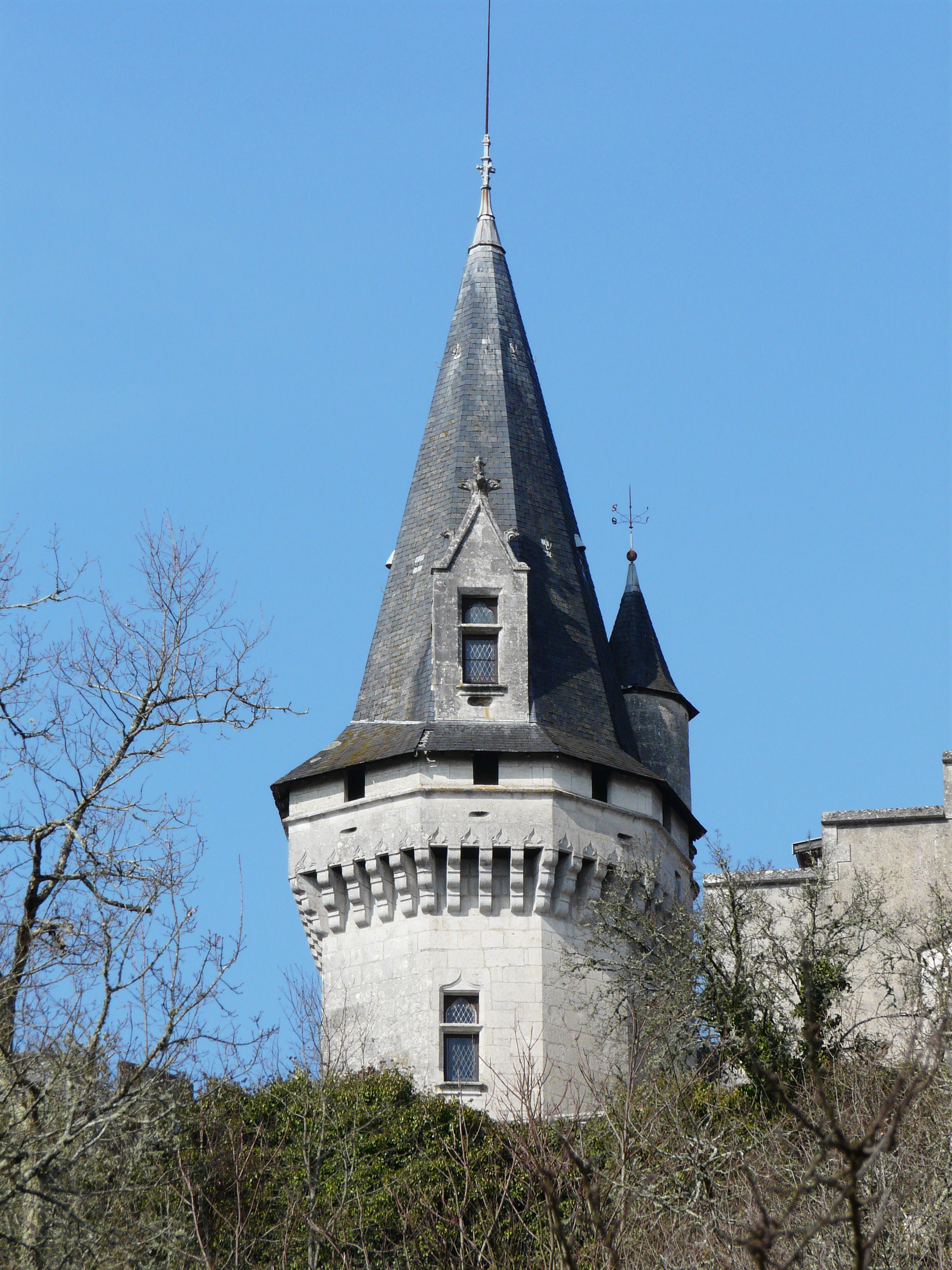
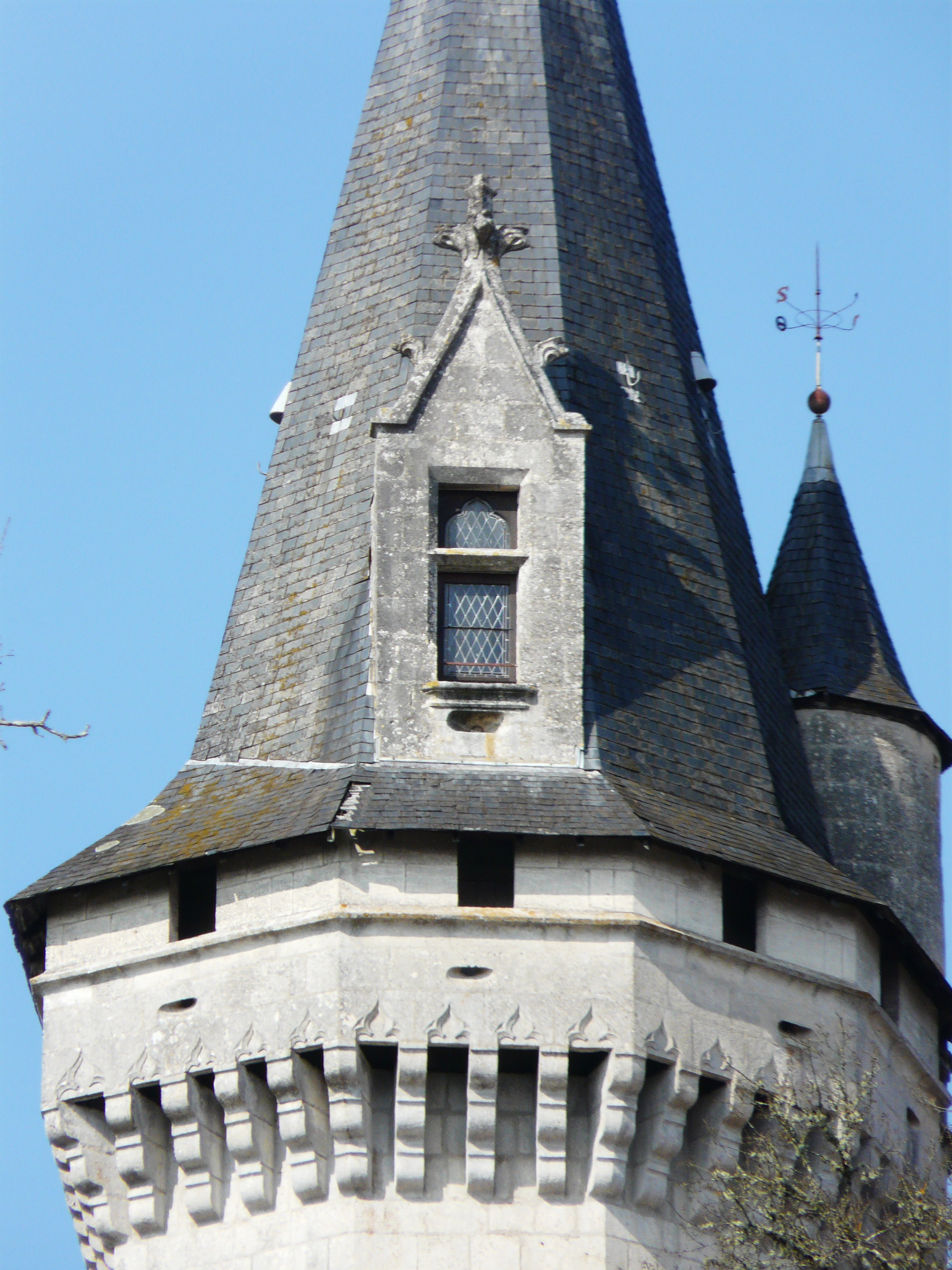